# 20.ª etapa do Tour de France de 2022
A 20.ª etapa do Tour de France de 2022 teve lugar a 23 de julho de 2022 e consistiu numa contrarrelógio individual entre Lacapelle-Marival e Rocamadour sobre um percurso de 40,7 km. O vencedor foi o belga Wout van Aert do Jumbo-Visma e o dinamarquês Jonas Vingegaard conseguiu manter a liderança antes da última etapa.

## Classificação da etapa
| Lacapelle-Marival - Rocamadour | contrarrelógio individual | (40,7 km) |

| \| Classificação por etapas \| Classificação por etapas \| Classificação por etapas \| Classificação por etapas \| Classificação por etapas \| \| Ciclista \| Ciclista \| Equipe \| Tempo \| \| \| ------------------------ \| ------------------------ \| ------------------------ \| ------------------------ \| ------------------------ \| \| 1. \| Wout van Aert \| Jumbo-Visma \| 47m59s \| \| \| 2. \| Jonas Vingegaard \| Jumbo-Visma \| + 19s \| \| \| 3. \| Tadej Pogačar \| UAE Team Emirates \| + 27s \| \| \| 4. \| Geraint Thomas \| Ineos Grenadiers \| + 32s \| \| \| 5. \| Filippo Ganna \| Ineos Grenadiers \| + 42s \| \| \| 6. \| Bauke Mollema \| Trek-Segafredo \| + 1m22s \| \| \| 7. \| Mattia Cattaneo \| Quick-Step Alpha Vinyl \| + 1m25s \| \| \| 8. \| Fred Wright \| Bahrain Victorious \| + 1m32s \| \| \| 9. \| Maximilian Schachmann \| Bora-Hansgrohe \| + 1m37s \| \| \| 10. \| Jan Tratnik \| Bahrain Victorious \| + 1m48s \| \| |                       |                        |         |
| |                       |                        |         |
| Fonte: ProCyclingStats |                       |                        |         |
| Classificação por etapas |                       |                        |         |
| Ciclista | Ciclista              | Equipe                 | Tempo   |
| 1. | Wout van Aert         | Jumbo-Visma            | 47m59s  |
| 2. | Jonas Vingegaard      | Jumbo-Visma            | + 19s   |
| 3. | Tadej Pogačar         | UAE Team Emirates      | + 27s   |
| 4. | Geraint Thomas        | Ineos Grenadiers       | + 32s   |
| 5. | Filippo Ganna         | Ineos Grenadiers       | + 42s   |
| 6. | Bauke Mollema         | Trek-Segafredo         | + 1m22s |
| 7. | Mattia Cattaneo       | Quick-Step Alpha Vinyl | + 1m25s |
| 8. | Fred Wright           | Bahrain Victorious     | + 1m32s |
| 9. | Maximilian Schachmann | Bora-Hansgrohe         | + 1m37s |
| 10. | Jan Tratnik           | Bahrain Victorious     | + 1m48s |

## Classificações ao final da etapa

### Classificação geral(Maillot Jaune)
| \| Classificação geral \| Classificação geral \| Classificação geral \| Classificação geral \| Classificação geral \| \| Ciclista \| Ciclista \| Equipe \| Tempo \| \| \| ------------------- \| ------------------- \| ---------------------------------- \| ------------------- \| ------------------- \| \| 1. \| Jonas Vingegaard \| Jumbo-Visma \| 76h33m57s \| \| \| 2. \| Tadej Pogačar \| UAE Team Emirates \| + 3m34s \| \| \| 3. \| Geraint Thomas \| Ineos Grenadiers \| + 8m13s \| \| \| 4. \| David Gaudu \| Groupama-FDJ \| + 13m56s \| \| \| 5. \| Aleksandr Vlasov \| Bora-Hansgrohe \| + 16m37s \| \| \| 6. \| Nairo Quintana \| Arkéa-Samsic \| + 17m24s \| \| \| 7. \| Romain Bardet \| Team DSM \| + 19m02s \| \| \| 8. \| Louis Meintjes \| Intermarché-Wanty-Gobert Matériaux \| + 19m12s \| \| \| 9. \| Alexey Lutsenko \| Astana Qazaqstan Team \| + 23m47s \| \| \| 10. \| Adam Yates \| Ineos Grenadiers \| + 25m43s \| \| |                  |                                    |           |
| |                  |                                    |           |
| Fonte: ProCyclingStats |                  |                                    |           |
| Classificação geral |                  |                                    |           |
| Ciclista | Ciclista         | Equipe                             | Tempo     |
| 1. | Jonas Vingegaard | Jumbo-Visma                        | 76h33m57s |
| 2. | Tadej Pogačar    | UAE Team Emirates                  | + 3m34s   |
| 3. | Geraint Thomas   | Ineos Grenadiers                   | + 8m13s   |
| 4. | David Gaudu      | Groupama-FDJ                       | + 13m56s  |
| 5. | Aleksandr Vlasov | Bora-Hansgrohe                     | + 16m37s  |
| 6. | Nairo Quintana   | Arkéa-Samsic                       | + 17m24s  |
| 7. | Romain Bardet    | Team DSM                           | + 19m02s  |
| 8. | Louis Meintjes   | Intermarché-Wanty-Gobert Matériaux | + 19m12s  |
| 9. | Alexey Lutsenko  | Astana Qazaqstan Team              | + 23m47s  |
| 10. | Adam Yates       | Ineos Grenadiers                   | + 25m43s  |

### Classificação por pontos(Maillot Vert)
| Classificação por pontos | Classificação por pontos | Classificação por pontos | Classificação por pontos | Classificação por pontos |
| Ciclista                 | Ciclista                 | Equipe                   | Pontos                   |                          |
| ------------------------ | ------------------------ | ------------------------ | ------------------------ | ------------------------ |
| 1.                       | Wout van Aert            | Jumbo-Visma              | 480 pts                  |                          |
| 2.                       | Tadej Pogačar            | UAE Team Emirates        | 250 pts                  |                          |
| 3.                       | Jasper Philipsen         | Alpecin-Deceuninck       | 236 pts                  |                          |
| 4.                       | Christophe Laporte       | Jumbo-Visma              | 171 pts                  |                          |
| 5.                       | Mads Pedersen            | Trek-Segafredo           | 158 pts                  |                          |
| 6.                       | Jonas Vingegaard         | Jumbo-Visma              | 157 pts                  |                          |
| 7.                       | Fabio Jakobsen           | Quick-Step Alpha Vinyl   | 155 pts                  |                          |
| 8.                       | Michael Matthews         | BikeExchange-Jayco       | 133 pts                  |                          |
| 9.                       | Peter Sagan              | TotalEnergies            | 104 pts                  |                          |
| 10.                      | Geraint Thomas           | Ineos Grenadiers         | 98 pts                   |                          |

### Classificação da montanha(Maillot à Pois Rouges)
| Classificação da montanha | Classificação da montanha | Classificação da montanha          | Classificação da montanha | Classificação da montanha |
| Ciclista                  | Ciclista                  | Equipe                             | Pontos                    |                           |
| ------------------------- | ------------------------- | ---------------------------------- | ------------------------- | ------------------------- |
| 1.                        | Jonas Vingegaard          | Jumbo-Visma                        | 72 pts                    |                           |
| 2.                        | Simon Geschke             | Cofidis                            | 64 pts                    |                           |
| 3.                        | Giulio Ciccone            | Trek-Segafredo                     | 61 pts                    |                           |
| 4.                        | Tadej Pogačar             | UAE Team Emirates                  | 61 pts                    |                           |
| 5.                        | Wout van Aert             | Jumbo-Visma                        | 59 pts                    |                           |
| 6.                        | Thibaut Pinot             | Groupama-FDJ                       | 52 pts                    |                           |
| 7.                        | Louis Meintjes            | Intermarché-Wanty-Gobert Matériaux | 39 pts                    |                           |
| 8.                        | Neilson Powless           | EF Education-EasyPost              | 37 pts                    |                           |
| 9.                        | Pierre Latour             | TotalEnergies                      | 35 pts                    |                           |
| 10.                       | Geraint Thomas            | Ineos Grenadiers                   | 32 pts                    |                           |

### Classificação do melhor jovem(Maillot Blanc)
| Classificação dos jovens | Classificação dos jovens | Classificação dos jovens           | Classificação dos jovens | Classificação dos jovens |
| Ciclista                 | Ciclista                 | Equipe                             | Tempo                    |                          |
| ------------------------ | ------------------------ | ---------------------------------- | ------------------------ | ------------------------ |
| 1.                       | Tadej Pogačar            | UAE Team Emirates                  | 76h37m31s                |                          |
| 2.                       | Thomas Pidcock           | Ineos Grenadiers                   | + 57m34s                 |                          |
| 3.                       | Brandon McNulty          | UAE Team Emirates                  | + 1h27m43s               |                          |
| 4.                       | Matteo Jorgenson         | Movistar Team                      | + 1h31m14s               |                          |
| 5.                       | Andreas Leknessund       | Team DSM                           | + 1h54m48s               |                          |
| 6.                       | Michael Storer           | Groupama-FDJ                       | + 2h19m39s               |                          |
| 7.                       | Georg Zimmermann         | Intermarché-Wanty-Gobert Matériaux | + 2h36m34s               |                          |
| 8.                       | Kevin Geniets            | Groupama-FDJ                       | + 2h45m02s               |                          |
| 9.                       | Fred Wright              | Bahrain Victorious                 | + 3h01m25s               |                          |
| 10.                      | Stan Dewulf              | AG2R Citroën Team                  | + 3h25m04s               |                          |

### Classificação por equipas(Classement par Équipe)
| Classificação por equipes | Classificação por equipes | Classificação por equipes | Classificação por equipes |
| Equipe                    | Equipe                    | Tempo                     |                           |
| ------------------------- | ------------------------- | ------------------------- | ------------------------- |
| 1.                        | Ineos Grenadiers          | 230h07m04s                |                           |
| 2.                        | Groupama-FDJ              | + 37m33s                  |                           |
| 3.                        | Jumbo-Visma               | + 42m44s                  |                           |
| 4.                        | Bora-Hansgrohe            | + 1h48m15s                |                           |
| 5.                        | Movistar Team             | + 2h11m45s                |                           |
| 6.                        | UAE Team Emirates         | + 2h16m35s                |                           |
| 7.                        | Bahrain Victorious        | + 2h58m32s                |                           |
| 8.                        | Team DSM                  | + 3h26m31s                |                           |
| 9.                        | Arkéa-Samsic              | + 3h57m14s                |                           |
| 10.                       | Astana Qazaqstan Team     | + 3h59m23s                |                           |

## Abandonos
Nathan Van Hooydonck não tomou a saída por motivos familiares.